# Deutscher Filmpreis 2023

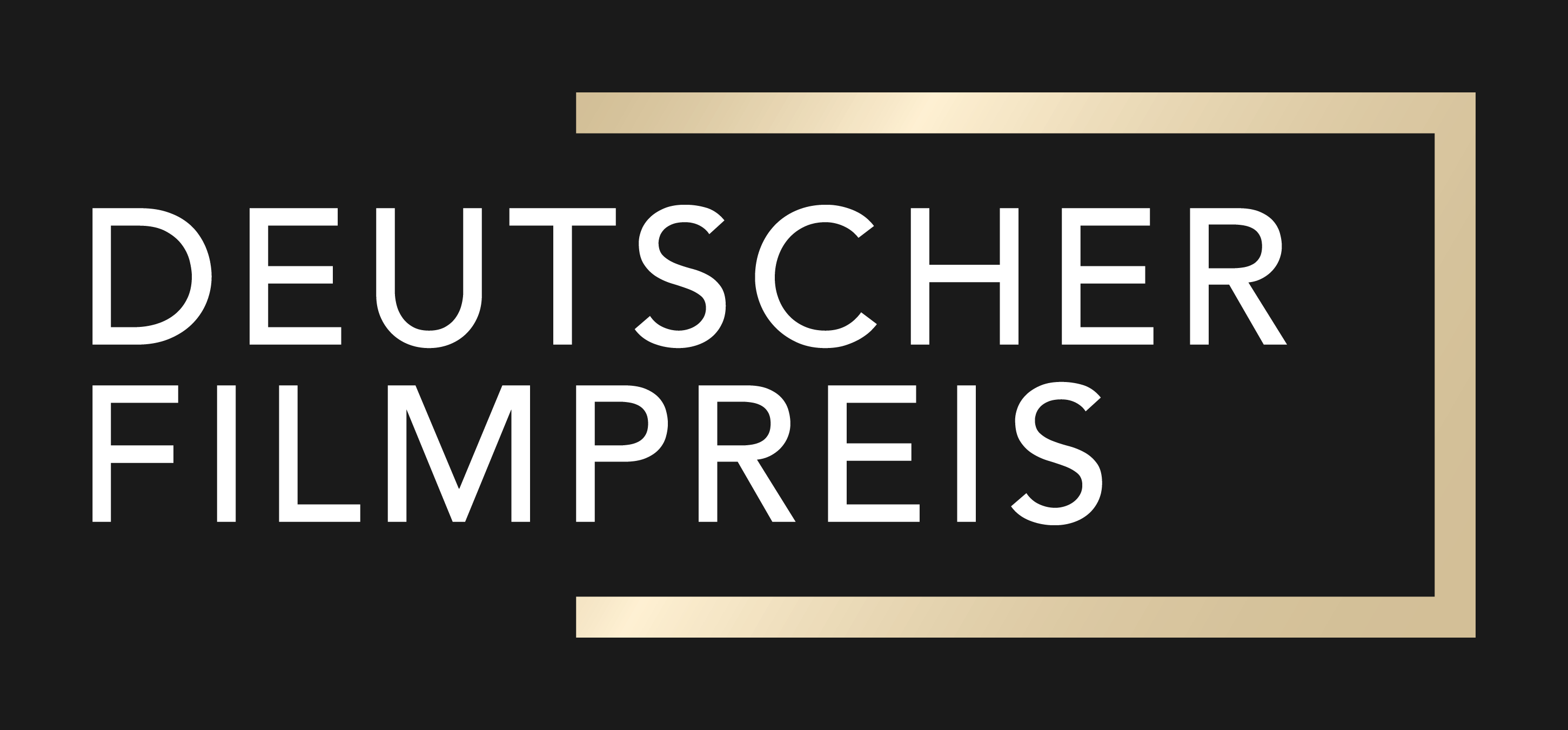
Logo des Deutschen Filmpreises seit 2019

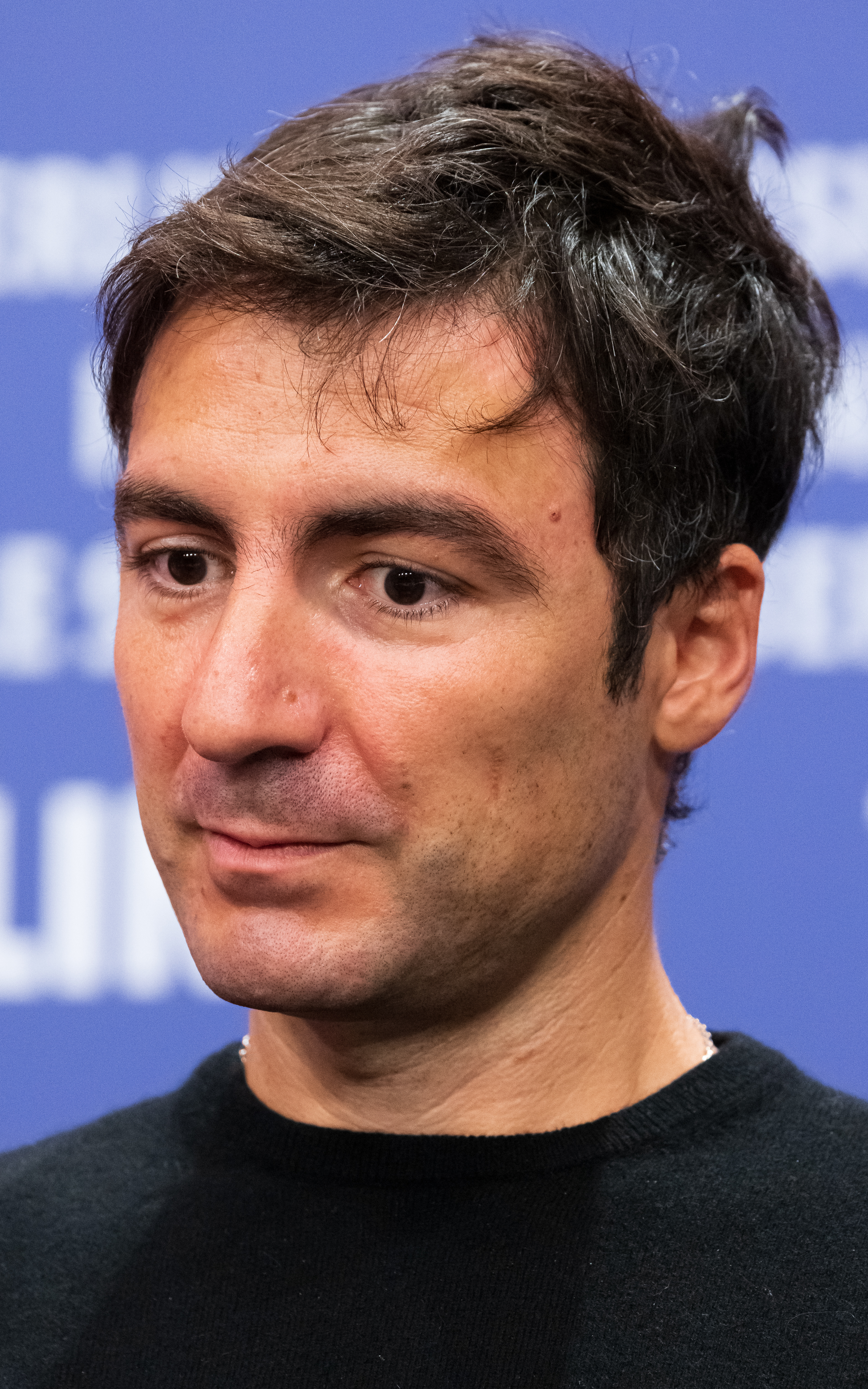
İlker Çatak, Regisseur des preisgekrönten Films Das Lehrerzimmer

Die 73. Verleihung des Deutschen Filmpreises (Lola) fand am 12. Mai 2023 in Berlin statt. Die Mitglieder der Deutschen Filmakademie ehrten dabei die aus ihrer Sicht besten Filme und Filmschaffenden mit Auszeichnungen in 17 Kategorien. Zusätzlich wurden ein Ehren- und ein Sonderpreis vergeben. Als bester Spielfilm des Jahres setzte sich İlker Çataks Drama Das Lehrerzimmer durch, das unter anderem auch die Auszeichnungen für Regie, Drehbuch und Hauptdarstellerin zuerkannt bekam. In den meisten Kategorien triumphierte dagegen das bereits zuvor vielfach preisgekrönte Kriegsdrama Im Westen nichts Neues von Edward Berger. Für teils heftige Kritik sorgte die Nichtberücksichtigung von Christian Petzolds auf der Berlinale preisgekröntem Film Roter Himmel. Daraufhin wurde der Auswahlprozess reformiert.
| Film                                                | N  | A |
| --------------------------------------------------- | -- | - |
| Im Westen nichts Neues                              | 12 | 9 |
| Das Lehrerzimmer                                    | 7  | 5 |
| Holy Spider                                         | 4  | 1 |
| Sisi & Ich                                          | 4  | 1 |
| Sonne und Beton                                     | 4  | 0 |
| In einem Land, das es nicht mehr gibt               | 3  | 1 |
| Elfriede Jelinek – Die Sprache von der Leine lassen | 2  | 1 |
| Mittagsstunde                                       | 2  | 0 |
| The Ordinaries                                      | 2  | 0 |
| Wann wird es endlich wieder so, wie es nie war      | 2  | 0 |

## Hintergrund
Die Nominierungen wurden am 24. März 2023 von Lucas Reiber und Lea van Acken sowie Alexandra Maria Lara, Florian Gallenberger und Claudia Roth bekanntgegeben. Als Favorit in die Preisverleihung ging die deutsche Koproduktion Im Westen nichts Neues von Edward Berger, die in 12 Kategorien berücksichtigt wurde. Das Kriegsdrama hatte bereits zuvor vier Oscars und sieben British Academy Film Awards erhalten. Mit sieben Nominierungen zweiterfolgreichster Film war das auf der Berlinale 2023 preisgekrönte Drama Das Lehrerzimmer von İlker Çatak. In vier Kategorien berücksichtigt wurde der in Jordanien gedrehte Thriller Holy Spider des in Dänemark lebenden iranischen Regisseurs Ali Abbasi, an dessen Herstellung die deutsche Produktionsfirma One Two Films mit 41,36 Prozent Anteil beteiligt gewesen sein soll. Auf dieselbe Anzahl an Nominierungen kamen der Historienfilm Sisi & Ich von Frauke Finsterwalder und der Jugendfilm Sonne und Beton von David Wnendt. Komplettiert wurde die Kategorie Bester Spielfilm durch die Literaturverfilmung Wann wird es endlich wieder so, wie es nie war von Sonja Heiss (2 Nominierungen) und Fatih Akins Gangster-Drama Rheingold (1 Nominierung).

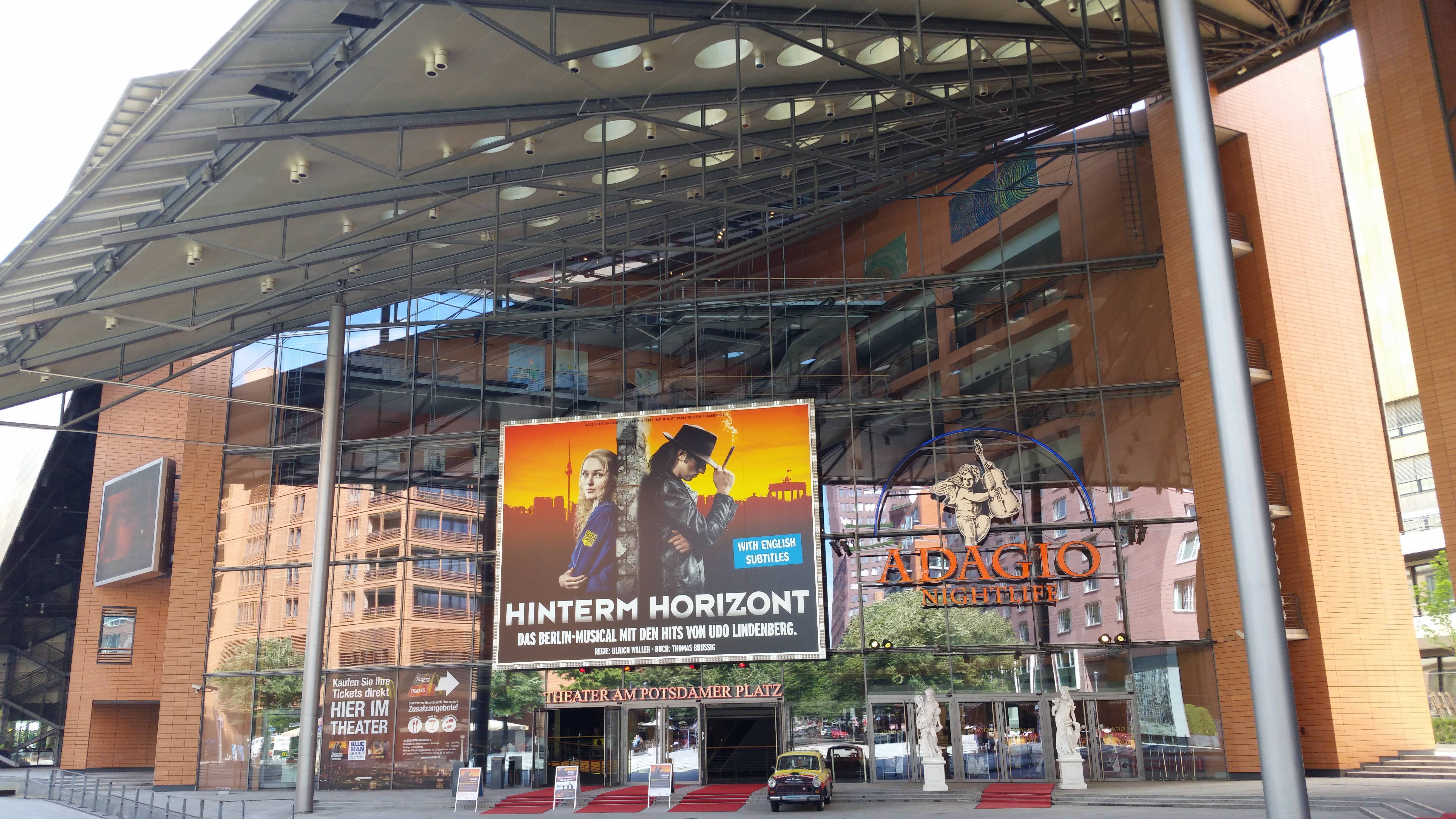
Das Theater am Potsdamer Platz, neuer Veranstaltungsort der Preisverleihung

Die künstlerische Leitung der Preisgala oblag der Regisseurin Katja von Garnier und Vartan Bassil, Gründer und Künstlerischer Leiter der Berliner Tanzgruppe Flying Steps. Als Moderatorin wurde die Musikerin und Schauspielerin Jasmin Shakeri verpflichtet, die unter anderem in der für einen Preis nominierten Komödie Einfach mal was Schönes (2022) zu sehen war. Der Fernsehsender ZDF plante, die Gala live in seiner Online-Mediathek und zeitversetzt im linearen Fernsehen auszustrahlen. Veranstaltungsort war das Theater am Potsdamer Platz, das auch als Hauptspielstätte der Berlinale genutzt wird. Zuvor war die Preisverleihung acht Jahre in Folge auf dem Gelände der Messe Berlin abgehalten worden.
Für Unverständnis bei vielen Kritikern sorgte die Tatsache, dass Christian Petzolds Drama Roter Himmel nicht für die Verleihung berücksichtigt wurde. Der Film, der auf der Berlinale 2023 mit dem Großen Preis der Jury ausgezeichnet worden war, gelangte auch nicht in die Vorauswahl der aus Sicht der Deutschen Filmakademie besten 26 Spielfilme und fünf nachnominierten Einzelleistungen. Vielfach wurde dies als Systemversagen im Auswahlprozess zum Deutschen Filmpreis gesehen. Die Schauspielerin Alexandra Maria Lara und der Regisseur Florian Gallenberger, die beide die Deutsche Filmakademie leiten, plädierten daraufhin dafür, das Wahlverfahren unabhängig von Einzelfällen zu reformieren. Im Herbst 2023 änderte die Deutsche Filmakademie ihren Auswahlprozess. So fiel zur Verleihung 2024 die erste Stufe des bislang dreistufigen Auswahlverfahrens weg, das eine Vorauswahl der Produktionen durch eine Kommission vorsah. Laut Angaben der Filmakademie war bereits im Herbst 2022 mit der Ausarbeitung eines neuen Wahlverfahrens begonnen worden, das zu ihrem 20. Geburtstag in Kraft trat.
Bereits im Vorfeld als Laureaten fest standen der Ehrenpreisträger Volker Schlöndorff und der Familienfilm Die Schule der magischen Tiere 2 von Sven Unterwaldt als besucherstärkster Film. Bereits der erste Teil von Gregor Schnitzler hatte bei der Verleihung im Vorjahr dieselbe Auszeichnung erhalten.

## Preisträger und Nominierungen

### Bester Spielfilm
| Auszeichnung        | Filmtitel              | Produktion                | Regie         |
| ------------------- | ---------------------- | ------------------------- | ------------- |
| Filmpreis in Gold   | Das Lehrerzimmer       | Ingo Fliess               | İlker Çatak   |
| Filmpreis in Silber | Im Westen nichts Neues | Malte Grunert             | Edward Berger |
| Filmpreis in Bronze | Holy Spider            | Sol Bondy und Jacob Jarek | Ali Abbasi    |

außerdem nominiert:
- Rheingold – Produktion: Fatih Akin, Nurhan Şekerci-Porst und Herman Weigel
- Sonne und Beton – Produktion: Fabian Gasmia, David Wnendt und Seven Elephants
- Wann wird es endlich wieder so, wie es nie war – Produktion: Janine Jackowski, Jonas Dornbach und Maren Ade

### Bester Dokumentarfilm
Elfriede Jelinek – Die Sprache von der Leine lassen – Produktion: Martina Haubrich und Claudia Wohlgenannt
- Aşk, Mark ve Ölüm – Liebe, D-Mark und Tod – Produktion: Claus Reichel, Mehmet Akif Büyükatalay, Florian Schewe und Stefan Kauertz
- Kalle Kosmonaut – Produktion: Tine Kugler und Günther Kurth

### Bester Kinderfilm
Mission Ulja Funk – Produktion: Roshanak Behesht Nedjad
- Der Räuber Hotzenplotz – Produktion: Jakob Claussen und Uli Putz

### Beste Regie
Ilker Çatak – Das Lehrerzimmer
- Ali Abbasi – Holy Spider
- Edward Berger – Im Westen nichts Neues
- Sonja Heiss – Wann wird es endlich wieder so, wie es nie war

### Bestes Drehbuch
Johannes Duncker und Ilker Çatak  – Das Lehrerzimmer
- Jan Braren, Marc Blöbaum und Kilian Riedhof – Meinen Hass bekommt ihr nicht
- David Wnendt und Felix Lobrecht – Sonne und Beton

### Beste weibliche Hauptrolle
Leonie Benesch – Das Lehrerzimmer
- Zar Amir Ebrahimi – Holy Spider
- Sandra Hüller – Sisi & Ich

### Beste männliche Hauptrolle
Felix Kammerer – Im Westen nichts Neues
- Mehdi Bajestani – Holy Spider
- Charly Hübner – Mittagsstunde

### Beste weibliche Nebenrolle
Jördis Triebel – In einem Land, das es nicht mehr gibt
- Ulrike Kriener – Einfach mal was Schönes
- Hildegard Schmahl – Mittagsstunde

### Beste männliche Nebenrolle
Albrecht Schuch – Im Westen nichts Neues
- Karl Markovics – Was man von hier aus sehen kann
- Clemens Schick – Servus Papa, See You in Hell

### Beste Kamera/Bildgestaltung
James Friend – Im Westen nichts Neues
- Judith Kaufmann – Das Lehrerzimmer
- Thomas W. Kiennast – Sisi & Ich

### Bester Schnitt
Gesa Jäger – Das Lehrerzimmer
- Mechthild Barth – Elfriede Jelinek – Die Sprache von der Leine lassen
- Sven Budelmann – Im Westen nichts Neues
- Andreas Wodraschke – Sonne und Beton

### Beste Tongestaltung
Frank Kruse, Markus Stemler, Viktor Prášil, Lars Ginzel und Alexander Buck – Im Westen nichts Neues
- Paul Rischer und Jan Petzold – Sonne und Beton
- Marco Teufen, Paul Rischer und Gregor Bonse – Sisi & Ich

### Beste Filmmusik
Volker Bertelmann – Im Westen nichts Neues
- Marvin Miller – Das Lehrerzimmer
- The Notwist – Wir sind dann wohl die Angehörigen
- Ralf Wengenmayr – Tausend Zeilen

### Bestes Szenenbild
Christian M. Goldbeck – Im Westen nichts Neues
- Josefine Lindner und Max-Josef Schönborn – The Ordinaries
- Sebastian Soukup – Der vermessene Mensch

### Bestes Kostümbild
Tanja Hausner – Sisi & Ich
- Lisy Christl – Im Westen nichts Neues
- Regina Tiedeken – In einem Land, das es nicht mehr gibt

### Bestes Maskenbild
Heike Merker – Im Westen nichts Neues
- Julia Böhm und Friederike Schäfer – Seneca – Oder: Über die Geburt von Erdbeben
- Annett Schulze, Dorit Jur und Ines Ransch – In einem Land, das es nicht mehr gibt

### Beste visuelle Effekte
Frank Petzold, Viktor Müller und Markus Frank – Im Westen nichts Neues
- Johannes Blech – The Ordinaries
- Dennis Rettkowski, Tomer Eshed und Markus Frank – Die Schule der magischen Tiere 2

### Besucherstärkster Film
Die Schule der magischen Tiere 2

### Ehrenpreis
Volker Schlöndorff

## Vorauswahl
Die Vorauswahl der Filme wurde am 16. Januar 2023 veröffentlicht. Die aus 18 Mitgliedern bestehende Vorauswahlkommission Spielfilm nahm 26 Spielfilme in die Vorauswahl. Die zwölf Kommissionsmitglieder der Kategorie Kinderfilm wählten sechs Filme aus, die zehnköpfige Dokumentarfilmkommission schlug 16 Dokumentarfilme vor. Aus den vorausgewählten Filmen wählten die über 2200 Mitglieder der Deutschen Filmakademie die Nominierungen für den Deutschen Filmpreis 2023.

### Dokumentarfilme
1. Anima – Die Kleider meines Vaters – Regie Uli Decker
2. Belleville belle et rebelle – Regie Daniela Abke
3. Dancing Pina – Regie Florian Heinzen-Ziob
4. Eine Frau – Regie Jeanine Meerapfel
5. Elfriede Jelinek – Die Sprache von der Leine lassen (a) – Regie Claudia Müller
6. Europa Passage – Regie Andrei Schwartz
7. Igor Levit – No Fear – Regie Regina Schilling
8. Kalle Kosmonaut (a) – Regie Tine Kugler, Günther Kurth
9. Köy – Regie Serpil Turhan
10. Liebe, D-Mark und Tod – Aşk, Mark ve Ölüm – Regie Cem Kaya
11. Luchadoras – Regie Paola Calvo, Patrick Jasim
12. Midwives – Regie Snow Hnin Ei Hlaing
13. Schlachthäuser der Moderne – Regie Heinz Emigholz
14. Volksvertreter – Regie Andreas Wilcke
15. Wer wir gewesen sein werden – Regie Erec Brehmer
16. Wettermacher – Regie Stanisław Mucha

### Kinderfilme
1. Hui Buh und das Hexenschloss – Regie Sebastian Niemann
2. Maurice der Kater – Regie Toby Genkel
3. Mission Ulja Funk (a) – Regie Barbara Kronenberg
4. Nachtwald – Regie André Hörmann, Katrin Milhahn
5. Der Räuber Hotzenplotz (a) – Regie Michael Krummenacher
6. Die Schule der magischen Tiere 2 (a) – Regie Sven Unterwaldt